# Ulrik af Danmark (1578-1624)
 Der er flere personer med dette navn, se Ulrik af Danmark.
Hertug Ulrik (født 30. december 1578 på Koldinghus, død 27. marts 1624 på Riihn ved Bützow) var søn af Frederik 2. af Danmark og Sophie af Mecklenburg. Han var biskop af Slesvig fra 1602 til 1624 og som Ulrik 2. administrator af Fyrstbispedømmet Schwerin fra 1603 til 1624.

## Liv og gerning
Som lille barn sendtes han en tid til opfostring hos sin moders forældre i Mecklenburg; allerede 1583 var han dog atter tilbage i Danmark og fik 1584 til lærer den ansete skolemand og hidtidige rektor i Roskilde magister Poul Pedersen. I de følgende år opholdt han sig dels på Kalundborg Slot, dels på Sorø Kloster, fulgte senere ofte sine forældre på deres rejser i Danmark. I 1590 begyndte han sine udenlandsrejser; han var en tid ved det brunsvigske hof og universitetet i Helmstedt, 1593 ved Rostocks Universitet, tog der fra til Leipzigs, hvor han 1595 blev Rector magnificus, hvilken værdighed han allerede tidligere havde beklædt i Rostock.
Stridighederne om hans arvefordringer på Hertugdømmerne havde imidlertid givet anledning til stærk spænding mellem ham og Christian IV; denne hævedes dog foreløbig 1595, i hvilket år Ulrik, der var kommen til sin bedstefader i Mecklenburg, hentedes af kongen til Nykøbing Slot og der udsonedes med ham. Hjemkommen 1596 til broderens kroning blev han hofjunker, men rejste atter ud det følgende år; han fulgte Christian IV på dennes rejse til Tyskland, drog derpå til Frankrig og England. 1599 var han på ny hjemme, blev igen hofjunker og ledsagede samme år kongen på hans bekendte Nordkapsrejse; under denne trådte han ved opholdet i Bergen i forhold til den throndhjemske lensmand Jakob Trolles hustru Mette Høg. I 1601 var han med kongen på Båhus og 1602 med ham i Knærød; samme år blev han fændrik ved en af rostjenestens eskadroner og ledsagede sin søster Hedevig til hendes bryllup i Dresden. Uvist når har han også været i kejser Rudolf 2.’s tjeneste og deltaget i krigen mod tyrkerne.
Som afgørelse på hans arvefordringer i Hertugdømmerne havde kongen med rigsrådets samtykke i 1602 forlenet ham med Svavsted Amt på 15 år; senere var han dog i høj grad misfornøjet hermed og søgte at få sin moder enkedronningen til at påvirke kongen til gunst for ham; 1610 opnåede han også at få Svavsted på livstid og tillige en sum penge. Men han var dog i forvejen også blevet forsørget på anden måde. Allerede Frederik II havde kastet sit blik for ham på tyske bispestifter og tænkt på et kanonikat i Strasburg; det havde været meningen, at han 1588 skulle være rejst der hen, men dette blev dog atter opgivet. Derimod opnåede han ved sin morfaders medvirkning 1591 at blive koadjutor i Schwerin Stift, og 1603 blev han biskop der. Fra den tid havde han mest ophold i sit stifts residensstad Bützow; dog var han 1612 med Christian IV om bord på flåden under Kalmarkrigen, og i december 1616 var han i Kolding til hertug Frederik III af Gottorps forlening med Slesvig.
Uvist når havde han indgået et morganatisk ægteskab med den meklenborgske adelsdame Catharine Hahn, Datter af Otto Hahn til Hinrichshagen.
Han roses navnlig i sin ungdom for sit gode hoved og synes også at have haft nogle litterære anlæg, for så vidt som han i alt fald interesserede sig for Christoffer Dybvad, men mest synes han dog at have haft lyst til at more sig.
Den 27. marts 1624 døde han på sit gods Riihn ved Bützow og begravedes 24. maj i denne stads kirke, hvorfra hans lig 1642 førtes til Roskilde Domkirke. Hans enke giftede sig siden med Nicolaus Herman v. Nidrum.